# San Giusto Canavese
San Giusto Canavese ist eine Gemeinde in der italienischen Metropolitanstadt Turin (TO), Region Piemont.

## Lage und Einwohner
San Giusto Canavese liegt 35 km nordöstlich von Turin nahe des Orco. Das Gemeindegebiet umfasst eine Fläche von 9 km² und hat 3274 Einwohner (Stand 31. Dezember 2024). 
Die Nachbargemeinden sind San Giorgio Canavese, Feletto, Foglizzo und Bosconero.

## Geschichte

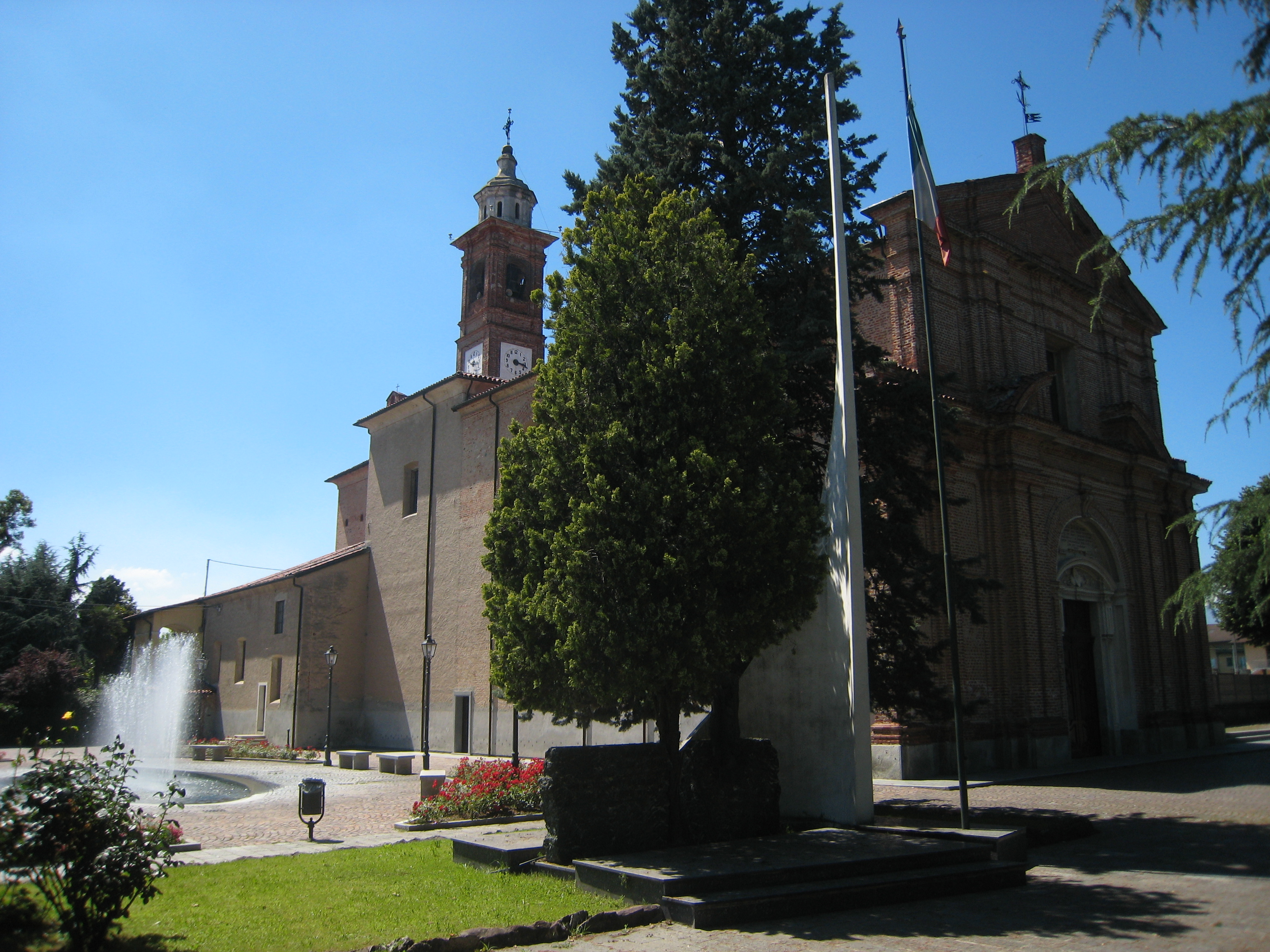
Kirche Santi Fabiano und Sebastiano

San Giusto Canavese ist eine junge Gemeinde, deren Gebiet einst zur Nachbargemeinde San Giorgio gehörte.
Nach mindestens zwei Jahrhunderten voller Streitigkeiten und Kämpfe mit der Nachbargemeinde, die mit Schleudern und Steinen ausgetragen wurden, erließ König Vittorio Amedeo III. am 9. Oktober 1778 das Zerstückelungsdekret und Gerbo Grande erlangte damit die Unabhängigkeit von San Giorgio unter dem Namen Kanton Gerbo Grande.
Knapp ein Jahr später erkannte König Vittorio Amedeo III. selbst mit einer Lizenz vom 3. September 1779 den Namen San Giusto für die neue Gemeinde an, die von den Einwohnern zu ihrem Beschützer gewählt wurde. Im Jahr 1862 wurde der Name der Gemeinde durch Erlass von König Vittorio Emanuele II. endgültig in San Giusto Canavese geändert, um Verwechslungen mit anderen auf italienischem Gebiet ansässigen „San Giusto“ zu vermeiden.
Der Gegensatz zwischen den Gemeinden San Giorgio und Gerbo Grande lag sowohl im politisch-religiösen Bereich als auch im Klassenkampf, da die Sangiustesi überwiegend aus Bauern, Händlern und Kleingrundbesitzern bestanden, während die Sangiorgesi durch vertreten waren Adlige (Haus Biandrate) und Handwerker aus dem Dorf der Burg Biandrate. Das Ziel der Gerbolini (Einwohner von Gerbo oder 'l Zerb) bestand darin, sowohl die Unabhängigkeit ihrer Gemeinde als auch ihrer Pfarrei zu erlangen, und um dies zu erreichen, führten sie einen blutigen und manchmal gewalttätigen Kampf, der die beiden Gemeinden trennte (San Giusto und San Giorgio), nur 3 Kilometer entfernt, und gaben dem Sangiusto-Volk den Spitznamen Tirapere, nach der Art der „Waffen“, die sie im Kampf verwendeten.